# Nordin Amrabat
Noureddine "Nordin" Amrabat, född 31 mars 1987 i Naarden, Nederländerna, är en marockansk fotbollsspelare som spelar för Hull City.

## Klubbkarriär
Nordin Amrabat spelade i Almere City och VVV-Venlo innan han 2008 gick till PSV Eindhoven. Under tre säsonger i PSV så gjorde Amrabat på 75 matcher 12 mål och 11 assister.
3 januari 2011 skrev Nordin Amrabat på ett 4,5-årskontrakt med turkiska Kayserispor Efter ett år i Kayserispor lämnade Amrabat för Galatasaray för 8 miljoner euro, då han skrev på ett 5-årskontrakt med klubben.
I Galatasaray gjorde Amrabat sin debut i Turkiska supercupen när han hoppade in i 70:e minuten i Galatasarays 3-2-seger över rivalerna Fenerbahçe. 15 september 2012 gjorde han sitt första mål i Galatasarays 4-0-vinst över Antalyaspor.
Den 16 augusti 2021 värvades Amrabat av grekiska AEK Aten, där han skrev på ett tvåårskontrakt. I juni 2023 förlängde Amrabat sitt kontrakt med ett år.
Den 17 januari 2025 återvände Amrabat till England och skrev på ett korttidskontrakt över resten av säsongen med Championship-klubben Hull City.

## Landslagskarriär
Nordin Amrabat gjorde sju matcher för Nederländerna U21 innan han 11 november 2011 gjorde sin landslagsdebut för Marocko i 0-1-förlusten mot Uganda. Han blev uttagen till Marockos trupp om spelade i OS 2012 där Marocko åkte ut i gruppspelet efter två oavgjorda matcher mot Honduras och Spanien samt en förlust mot Japan.
Sitt första landslagsmål gjorde Amrabat i en 1-1-match mot Kamerun i november 2011.

### Landslagsmål
| Nr | Datum            | Spelplats                                                     | Motståndare           | Mål | Resultat       | Tävling                                  |
| -- | ---------------- | ------------------------------------------------------------- | --------------------- | --- | -------------- | ---------------------------------------- |
| 1. | 13 november 2011 | Stade de Marrakech, Marrakesh, Marocko                        | Kamerun               | 1–1 | 1–1 (2–4 str.) | LG Cup 2011                              |
| 2. | 13 oktober 2012  | Stade de Marrakech, Marrakesh, Marocko                        | Moçambique            | 4–0 | 4–0            | Kvalet till Afrikanska mästerskapet 2013 |
| 3. | 13 november 2014 | Stade Adrar, Agadir, Marocko                                  | Benin                 | 1–0 | 6–1            | Vänskapsmatch                            |
| 4. | 5 september 2015 | Estádio Nacional 12 de Julho, São Tomé, São Tomé och Príncipe | São Tomé och Príncipe | 1–0 | 3–0            | Kvalet till Afrikanska mästerskapet 2017 |
| 5. | 16 oktober 2018  | Stade Said Mohamed Cheikh, Mitsamiouli, Komorerna             | Komorerna             | 2–1 | 2–2            | Kvalet till Afrikanska mästerskapet 2019 |
| 6. | 15 oktober 2019  | Stade Ibn Batouta, Tangier, Marocko                           | Gabon                 | 1–1 | 2–3            | Vänskapsmatch                            |
| 7. | 15 oktober 2019  | Stade Ibn Batouta, Tangier, Marocko                           | Gabon                 | 2–2 | 2–3            | Vänskapsmatch                            |

## Meriter
PSV Eindhoven
- Nederländska supercupen: 2009

Galatasaray
- Süper Lig: 2012/2013
- Turkiska cupen: 2013/2014
- Turkiska supercupen: 2012, 2013